# レストレス・ブリード
『レストレス・ブリード』（Restless Breed）は、アメリカ合衆国のヘヴィメタル・バンド、ライオットが1982年に発表した4作目のスタジオ・アルバム。

## 背景
ガイ・スペランザの脱退に伴い、ニューヨークのローカル・バンド「Rachel」で活動していたレット・フォリスターが新ボーカリストとして迎えられた。「ホエン・アイ・ワズ・ヤング」は、エリック・バードン&ジ・アニマルズが1967年に発表した曲のカヴァーである。

## 反響・評価
アメリカでは前作『ファイアー・ダウン・アンダー』（1981年）ほどの成功を収められず、Billboard 200入りを逃す結果となった。ジェイソン・アンダーソンはオールミュージックにおいて5点満点中2.5点を付け、フォリスターのボーカルに関して「声域も力強さも申し分ない」と評する一方、全体像に関して「シン・リジィ、バッド・カンパニー、ホワイトスネイク、或いはより若いメロディック・メタル・バンドの物真似に陥っていないとはいえ、バンドはスペランザの脱退により、鋭利さと個性を見失った」と評している。

## 収録曲
1. ハード・ラヴィン・マン - "Hard Lovin' Man" (Rhett Forrester, Doug Salomone) - 2:52
2. C.I.A. - "C.I.A." (R. Forrester) - 3:45
3. レストレス・ブリード - "Restless Breed" (Mark Reale) - 5:13
4. ホエン・アイ・ワズ・ヤング - "When I Was Young" (Eric Burdon, Vic Briggs, John Weider, Barry Jenkins, Danny McCulloch) - 3:25
5. ローンシャーク - "Loanshark" (M. Reale, R. Forrester, Kip Leming) - 4:10
6. ラヴド・バイ・ユー - "Loved by You" (Rick Ventura) - 5:37
7. オーヴァー・トゥ・ユー - "Over to You" (R. Ventura) - 3:48
8. ショウダウン - "Showdown" (M. Reale) - 3:50
9. ドリーム・アウェイ - "Dream Away" (R. Ventura) - 3:45
10. ヴァイオレント・クライムス - "Violent Crimes" (R. Forrester, K. Leming) - 2:35

### 1999年リマスターCD (HV-1031)ボーナス・トラック
全曲とも、1982年7月5日録音のライブEP『Riot Live』より。
1. "Hard Lovin' Man" (R. Forrester, D. Salomone) - 3:08
2. "Showdown" (M. Reale) - 4:25
3. "Loved by You" (R. Ventura) - 7:59
4. "Loanshark" (M. Reale, R. Forrester, K. Leming) - 5:26
5. "Restless Breed" (M. Reale) - 5:18
6. "Swords and Tequila" (M. Reale, Guy Speranza) - 3:55

### 『レストレス・ブリード+5ライヴ・トラックス』 (VICP-60694)ボーナス・トラック
1. ハード・ラヴィン・マン（ライヴ） - "Hard Lovin' Man" (R. Forrester, D. Salomone)
2. レストレス・ブリード（ライヴ） - "Restless Breed" (M. Reale)
3. ローンシャーク（ライヴ） - "Loanshark" (M. Reale, R. Forrester, K. Leming)
4. ショウダウン（ライヴ） - "Showdown" (M. Reale) -
5. ソーズ・アンド・テキーラ（ライヴ） - "Swords and Tequila" (M. Reale, Guy Speranza)

## 参加ミュージシャン
- レット・フォリスター - ボーカル、ハーモニカ
- マーク・リアリ - ギター
- リック・ヴェンチュラ - ギター
- キップ・レミング - ベース
- サンディ・スレイヴィン - ドラムス